# Жуль Вандорен
Жуль Вандорен (фр. Jules Vandooren, нар. 30 грудня 1908, Армантьєр — пом. 7 січня 1985, Кале) — французький футболіст, що грав на позиції захисника. По завершенні ігрової кар'єри — футбольний тренер. Учасник двох чемпіонатів світу.

## Клубна кар'єра
У дорослому футболі дебютував 1927 року виступами за команду «Олімпік» (Лілль), в якій провів дванадцять сезонів. Переможець першого загальнонаціонального чемпіонату Франції, віце-чемпіон сезону 1935/36, фіналіст кубка 1938/39. Всього за команду з Лілля провів у Лізі 1 182 матчі (2 голи), у кубку — 40 (3).
У роки Другої світової війни проводився лише кубок, а також різноманітні регіональні турніри. У цей час виступав за столичний «Ред Стар» і «Стад» з однойменного міста.

## Виступи за збірну
1933 року дебютував в офіційних матчах у складі національної збірної Франції. Протягом кар'єри у національній команді, яка тривала 10 років, провів у формі головної команди країни 23 матчі.
У складі збірної був учасником чемпіонатів світу в Італії та Франції, але на цих турнірах не провів жодного матчу.

## Кар'єра тренера
Розпочав тренерську кар'єру, ще продовжуючи грати на полі, 1941 року, очоливши тренерський штаб клубу «Реймса».
Надалі очолював низку французьких і бельгійських клубів: «Орлеан» і «Кан» (як граючий тренер), пізніше «Гент», «Лілль», «Седан», «Серкль Брюгге» та «Мускрон». Три роки працював із збірною Сенегала.
Найбільших успіхів досяг у «Генті»: у сезоні 1954/55 команда здобула титул віце-чемпіона Бельгії, двічі завершувала турнір на третій позиції.

## Досягнення
- Чемпіон Франції (1): 1933
- Віце-чемпіон Франції (1): 1936
- Віце-чемпіон Бельгії (1): 1955 (як тренер)

## Статистика
Статистика виступів в офіційних матчах:
| Сезон             | Команда           | Чемпіонат         | Чемпіонат | Чемпіонат | Кубок | Кубок | Збірна | Збірна |
| Сезон             | Команда           | Ліга              | Ігри      | Голи      | Ігри  | Голи  | Ігри   | Голи   |
| ----------------- | ----------------- | ----------------- | --------- | --------- | ----- | ----- | ------ | ------ |
| 1929/30           | «Олімпік» (Лілль) | —                 | —         | —         | 1     | 1     | —      | —      |
| 1930/31           | «Олімпік» (Лілль) | —                 | —         | —         | 3     | 0     | —      | —      |
| 1931/32           | «Олімпік» (Лілль) | —                 | —         | —         | 4     | 0     | —      | —      |
| 1932/33           | «Олімпік» (Лілль) | Д-1               | 16        | 0         | 3     | 0     | 4      | 0      |
| 1933/34           | «Олімпік» (Лілль) | Д-1               | 24        | 0         | 5     | 0     | 3      | 0      |
| 1934/35           | «Олімпік» (Лілль) | Д-1               | 29        | 0         | 3     | 0     | 5      | 0      |
| 1935/36           | «Олімпік» (Лілль) | Д-1               | 29        | 0         | 5     | 0     | 2      | 0      |
| 1936/37           | «Олімпік» (Лілль) | Д-1               | 25        | 1         | 2     | 0     | 1      | 0      |
| 1937/38           | «Олімпік» (Лілль) | Д-1               | 30        | 0         | 7     | 1     | —      | —      |
| 1938/39           | «Олімпік» (Лілль) | Д-1               | 29        | 1         | 7     | 1     | 5      | 0      |
| 1939/40           | «Ред Стар»        | —                 | —         | —         | 1     | 0     | 1      | 0      |
| 1940/41           | «Ред Стар»        | —                 | —         | —         | 5     | 0     | —      | —      |
| 1941/42           | «Реймс»           | —                 | —         | —         | 3     | 0     | 2      | 0      |
| 1942/43           | «Реймс»           | —                 | —         | —         | 1     | 0     | —      | —      |
| Усього за кар'єру | Усього за кар'єру | Усього за кар'єру | 182       | 2         | 50    | 3     | 23     | 0      |